# 下山天
下山 天（しもやま てん、1966年3月6日 - ）は、日本の映画監督、映像ディレクター。
青森県東津軽郡平内町出身。松竹シナリオ研究所卒業。
兄はロボコン指導者の下山大。

## 人物
高校時代から自主映画を撮り始め、在学中に上京。
1984年(18歳)、松竹シナリオ研究所に入学。半年後、松竹大船撮影所に契約助監督として入る。
1986年、フィルムリンク・インターナショナルに入社。映画の演出部だけでなく撮影部・照明部・特機部を経験する。
2年後に退社、フリーの助監督・撮影助手を経てミュージックビデオの世界へ。
1989年、久保田利伸『Be Wanabee』でMV監督デビュー。以来、桑田佳祐・サザンオールスターズ・B'z・EXILE・GACKT・大塚愛・JUJU・湘南乃風、他多数のMV・ライブビデオを監督。
1991年(25歳)、『映画みたいな恋したい』(テレビ東京)でテレビドラマ監督デビュー。
1992年、『世にも奇妙な物語』(フジテレビ)を監督。同年、岩井俊二らと共に手掛けた深夜ドラマ『La cuisine』(フジテレビ)では最多本数を監督。
以来現在まで数々のテレビドラマを手掛けている。
1994年、桑田佳祐の全国ツアーに半年間密着撮影したライブドキュメント作品『すべての歌に懺悔しな!!』を発表。ライブビデオを超えたヒューマンドキュメントとして音楽界だけでなく多方面からも高い評価を得る。
1997年、パリコレクションに挑戦するモデルを描いたセミドキュメント映画『CUTE』で劇映画デビュー。渋谷パルコPart3でロングラン上映された。
1998年、竹内結子初主演映画『イノセントワールド』を発表。渋谷シネ・アミューズでの単館上映だったが終日満席を記録。作品性が話題を呼び、最終的には全国規模での上映となった。
1999年、モナコで開催されたWorld Music AwardにてB'zの「World best selling Japaneses Artist of the Year」受賞と共にMV『HOME』が会場及び160カ国以上に放映され、当時世界で最も見られた日本のミュージックビデオとなった。
2004年、日本初の3Dモーションキャプチャーによって製作されたとしまえんの4Dアトラクション『4D零』の映像監督を務める。
2005年、山田風太郎原作「甲賀忍法帖」を実写化した松竹映画『SHINOBI』を監督。日本で興収14億超を記録。海外40カ国以上で劇場公開とDVD発売がされている。台湾では興収3位を記録、フランスでは全国ロードショー公開され、アメリカのDVD販売サイトでは外国映画部門で1位を記録した。
同年公開の映画『about love/関於愛』ではチェン・ボーリンを主演に迎え、東京・上海・台北が舞台の中国映画として製作されアジア全域でヒットを記録した。
ライフワークのミュージックビデオでは2007年、大塚愛の『恋愛写真』がMTV Video Music Awards 2007で最優秀ポップビデオ賞・最優秀映画ビデオ賞の2冠を獲得。
またテレビドラマでは『あしたの、喜多善男〜世界一不運な男の、奇跡の11日間〜』(関西テレビ)が全日本テレビ番組製作社連盟が選ぶATP賞2008・ドラマ最優秀賞を受賞した。
2014年10月、映画『キカイダーREBOOT』が北米公開。ハワイ州最大のシネコン・Ward Stadium16ではハリウッド作品を押さえて1位を記録した。
2017年12月よりNetflixオリジナルシリーズ『僕だけがいない街』(全12話・英題『ERASED』)が世界191カ国にて配信中。Netflix日本製ドラマでは初の英語吹替版が製作された。2018年現在、Netflixの非サービス地域である中国でも配信されており、世界で最も多くの国々(191カ国)に配信されている日本製ドラマである。
2022年、映画『ALIIVEHOON アライブフーン』が日本公開に続き、ワーナー・ブラザーズ配給でアジア全域で公開。アジア最初のシンガポールでは興収６位、タイ・台湾では9位。アメリカ・シカゴで開催されたアジア映画の祭典・Asian Pop-Up Cimemaでは全55作品中、観客投票１位を獲得。同イベント最高栄誉であるAUDIENCE CHOICE AWARDを受賞した。
2025年1月、幕張メッセで開催された東京オートサロン2025でアライブフーンの新作の製作が発表された。

## 作品

### 劇場公開用映画
- CUTE（1997年、初監督。脚本、編集）
- イノセントワールド（1998年、監督）
- 弟切草（2000年、監督）
- マッスルヒート（2002年、監督、脚本協力）
- about love アバウト・ラブ/関於愛（クワァンユーアイ）（2004年、監督）
- SHINOBI（2005年、監督）
- 真夜中のマーチ（2007年、監督）
- Blood ブラッド（2009年、監督）
- パーフェクト・ブルー（2010年、監督）
- PIECE 〜記憶の欠片〜（2012年、監督）
- キカイダー REBOOT（2014年、監督）
- L -エル-（2016年、脚本・編集・監督）
- ブルーハーツが聴こえる（2017年、脚本・撮影・編集・監督）※オムニバス映画
- 東映 presents HKT48×48人の映画監督たち「転校生」（2017年、脚本・撮影・編集・監督）ショートフィルム
- ALIVEHOON アライブフーン（2022年、編集・監督）[1]
- サラリーマン金太郎・暁（2025年、編集・監督）
- サラリーマン金太郎・魁（2025年、編集・監督）

### VIDEO ON DEMAND
- 僕だけがいない街（2017年冬、Netflix）英題「ERASED」中題「只有我不存在的城市」
- そしてユリコは一人になった（2020年、U-NEXT）

### ミュージック・ビデオ
- あじさい(木梨憲武ユニット)「二人だけの世界」
- UNDER THE COUNTER「出せない手紙」
- YELLOW FRIED CHICKENz「ALL MY LOVE」
- YELLOW FRIED CHICKENz「またここで逢いましょッ」
- EZEE BAND「WOWOW」
- EXILE「style」
- F.O.H「S.E.X featuring Rhymester」
- 大黒摩季「Anything Goes!」
- 大塚愛「恋愛写真」
- 湘南乃風（鎧武乃風名義）「JUST LIVE MORE」
- GACKT「The Next Decade」
- GACKT「Stay the Ride Alive」
- GACKT「Graffiti」
- GACKT「UNTIL THE LAST DAY」
- GACKT「WHITE LOVERS」
- GACKT「サクラ、散ル...」
- GACKT「暁月夜-DAYBREAKER-」
- GACKT「ARROW」
- GACKT「傀儡が如く」
- GACKT「SEASONS」
- KinKi Kids「やめないで,PURE」
- KinKi Kids「シンデレラ・クリスマス」
- 上木彩矢 w TAKUYA「W-B-X 〜W-Boiled Extreme〜」
- Queen & Elizabeth (by AKB48)「Love♡Wars」
- 久保田利伸「Be Wanabee」
- 熊川みゆ「青空なんて飛びたくなかった」
- 熊川みゆ「Ancient Story」
- 熊川みゆ「夜の舞踏会」
- 熊川みゆ「New World」
- 黒沢健一「Rock’n Roll」
- 黒沢健一「Wondering」
- 黒沢健一「This Song」
- 桑田佳祐「月」
- 桑田佳祐「祭りのあと」
- サザンオールスターズ「愛の言霊 〜Spiritual Message」
- SHE IS SUMMER「君をピカソの目で見たら」
- JUJU「守ってあげたい」
- J Soul Brothers「Follow Me」
- J Soul Brothers「D.T.B.(Do The Basic)」
- J Soul Brothers「Fly away」
- 鈴木亜美「Crystal」
- 大吉<大黒摩季＆吉川晃司>「HEART∞BREAKER」
- twenty4-7「Back AGAIN」
- Do As Infinity「WEEK」
- Do As Infinity「魔法の言葉-Would you merry me?」
- defspiral「DIVE INTO THE MIRROR」
- NAO「ONE WAY」
- Hi-D「Melody Maker」
- 原由子「涙の天使に微笑みを」
- 伴都美子「Hold Me...」
- B'z「FIREBALL」
- B'z「Calling」
- B'z「HOME」
- B'z「The Wild Wind」
- B'z「RING」
- 広瀬香美「ロマンスの神様」
- FLYING KIDS「大きくなったら」
- FLYING KIDS「Christmas Lovers」
- FLYING KIDS「バンバンバン」
- FLYING KIDS「真夏のブリザード」
- フレンチ・キス「ずっと 前から」 (by AKB48)
- フレンチ・キス「If」 (by AKB48)
- フレンチ・キス「カッコ悪い I love you!」 (by AKB48)
- フレンチ・キス「ロマンス・プライバシー」 (by AKB48)
- VOICE OF LOVE POSSE「VOICE OF LOVE〜上を向いて歩こう」
- Marty Friedman「The Perfect World(feat.＋あるふぁきゅん。)」
- Marty Friedman「MAKENAIDE」
- VOICE OF LOVE POSSE「VOICE OF LOVE〜上を向いて歩こう」
- 松岡充「W」
- 松平健 feat.映司&アンク「手をつなごう〜マツケン×仮面ライダーサンバ〜」
- MILKRUN「嘘のない歌」
- LUNKHEAD「夏の匂い」
- LUNKHEAD「きらりいろ」　(アーチスト50音順)

### テレビドラマ
- 映画みたいな恋したい「ストリート・オブ・ファイヤー」「プリティ・イン・ピンク」（1991年、テレビ東京）
- DRAMADOS「孤独のマージャン」（1991年、関西テレビ）
- 世にも奇妙な物語 「マジシャンのポケット」（1992年、フジテレビ）
- La Cuisine「お雑煮」「YAKITORI」「鴨のオレンジソース」「寄せ鍋」「ラーメン」（1992年、フジテレビ）
- DRAMADOS T 「今日子と明日香」（1992年、関西テレビ）
- 世にも奇妙な物語 春の特別編「指名手配の男」（1993年、フジテレビ）脚本・監督
- ヴァージン・ドライブ（1994年、日本テレビ）
- 日産バレンタインドラマスペシャル「三姉妹熱血ジャンケン宣言」（1994年、日本テレビ）
- 聖夜の奇跡（1995年、フジテレビ）
- J-phone presents「コール Me」（1997年、テレビ東京）
- ジェリー・イン・ザ・メリィゴーラウンド（1998年、テレビ東京）
- 原宿ふりふら堂 (1999年、テレビ朝日)
- てっぺん (1999年、テレビ朝日) ※シリーズ中７本演出
- アナザヘヴン-eclipes（2000年、テレビ朝日）
- 金田一少年の事件簿SP「魔術列車殺人事件」（2001年、日本テレビ）
- 金田一少年の事件簿・夏クール（2001年、日本テレビ）※シリーズ中５本演出
- コスメティック（2003年、WOWOW）
- アウトリミット（2005年、WOWOW）
- 真夜中のマーチ（2007年、WOWOW）
- あしたの、喜多善男〜世界一不運な男の、奇跡の11日間〜（2008年、関西テレビ）※シリーズ中６本演出
- ゴッドハンド輝（2009年、TBS）※シリーズ中４本演出
- アンタッチャブル〜事件記者・鳴海遼子〜（2009年、朝日放送・テレビ朝日）※チーフ監督
- パーフェクト・ブルー（2010年、WOWOW）
- 横山秀夫サスペンス「深追い」「引き継ぎ」「締め出し」「仕返し」（2011年、WOWOW）
- ボクら星屑のダンス（2011年、テレビ東京）
- 名奉行!遠山の金四郎（2018年、TBS）

### オリジナルビデオ
- 警告！のぞきアリ。（1995年）

### CF
- グリコ「Palitte」(出演：北川景子)
- J-phone「J-スカイ・メール」(出演：藤原紀香)
- J-phone「J-スカイ・ステーション」(出演：藤原紀香)
- J-phone「Javaアプリ」(出演：藤原紀香)
- Panasonic「CUBIOS」(出演：黒木瞳)
- ソニーコンピュータエンタテインメント「零～紅い蝶」
- 花王「ロリエ」
- 花王「エマール」
- ECC「ECCジュニア」
- じぶん銀行「画伯探偵」(出演：内田理央)

### ライブビデオ
- 桑田佳祐「すべての歌に懺悔しな!! -桑田佳祐 LIVE TOUR '94-」
- GACKT「BEST OF BEST vol.1〜40TH BIRTHDAY〜2013」
- GACKT「BEST OF BEST vol.1〜XTASY〜2013」
- GACKT「LAST VISUALIVE」
- 木梨憲武「NORITAKE GUIDE Ⅳ」
- MOONSAGA 義経秘伝
- MOONSAGA 義経秘伝・第二章

### WEB
- GyaOオリジナルドラマ「歌で逢いましょう」
- WEBムービー「ピクニックの準備」
- WEBムービー「小さな妖精おじさん」(Powerd by WOWOW)

### 他
- とくまえん 4Dアトラクション『4D零』映像監督